# East Millinocket
East Millinocket est une ville américaine située dans le Comté de Penobscot, dans le Maine. Selon le recensement de 2020, sa population est de 1 572 habitants.